# Sonic Heroes
Sonic Heroes (яп. ソニック ヒーローズ Соникку Хи:ро:дзу, с англ. — «Соник: Герои») — видеоигра серии Sonic the Hedgehog. Разработана американским подразделением компании Sonic Team, издателем выступила Sega. Релиз состоялся на консолях GameCube, PlayStation 2 и Xbox в 2003 году в Японии, годом позже — в Северной Америке, Европе и Австралии. Игра стала бестселлером на всех трёх платформах, благодаря чему разработчики приняли решение портировать её на PC и PlayStation 3. В России Sonic Heroes выпустила компания «1C-СофтКлаб» на Windows; локализации подверглась только документация, сама же игра осталась на английском языке.
Игра, как и другие части серии, выполнена в жанре платформер. Но здесь игрок управляет не одним персонажем, а целой командой, состоящей из трёх героев. На выбор предоставляется группа Хаотикс, в последний раз в полном составе появившаяся в Knuckles’ Chaotix для консоли Sega 32X, а также ёж Шэдоу и летучая мышь Руж из Sonic Adventure 2, крольчиха Крим из Sonic Advance 2, и кот Биг из Sonic Adventure. Здесь также появился робот E-123 Омега из игры Sonic Battle.
Разработка игры началась после выхода Sonic Adventure 2 под руководством дизайнера Такаси Иидзуки и продюсера Юдзи Наки. В отличие от прошлых частей серии, Sonic Heroes создавалась сразу для нескольких игровых платформ с целью привлечения новых игроков. После выхода многие обозреватели в основном положительно оценили игру, хваля в первую очередь дизайн уровней и музыкальное сопровождение, но критикуя неудобную систему управления виртуальной камерой и озвучивание персонажей.

## Игровой процесс
Sonic Heroes представляет собой трёхмерный платформер. В нём даётся возможность управлять командой, состоящей из трёх персонажей. Непосредственно игрок управляет одним из них, но по мере необходимости он может выбрать другого героя; контроль над двумя другими членами группы берёт на себя компьютер. В меню на выбор предоставляются следующие команды:
- команда Соника, состоящая из собственно ежа Соника, лисёнка Тейлза и ехидны Наклза;
- команда Тьмы, состоящая из ежа Шэдоу, летучей мыши Руж и робота E-123 Омеги;
- команда Роуз, состоящая из ежихи Эми Роуз, крольчихи Крим с ее питомцем Чизом и кота Бига;
- команда Хаотикс, состоящая из хамелеона Эспио, пчелы Чарми и крокодила Вектора

Все персонажи делятся на три типа: «скоростных», «летающих» и «силовых». У каждой из них есть свои преимущества во время атак. Например, персонажи скоростного типа (Соник, Шэдоу, Эми и Эспио) умеют быстро бегать, могут создавать вихри и нападать в прыжке, чтобы быстро победить соперника. Герои, у которых развита сила (Наклз, Омега, Биг и Вектор), могут нападать на сильных врагов и уничтожать некоторые препятствия. Персонажи, умеющие летать (Тейлз, Руж, Крим и Чарми), позволяют команде перелетать через пропасти или забираться повыше на другую платформу. Кроме того, сами герои обладают и другими уникальными способностями. К примеру, все скоростные персонажи (кроме Эми) могут перемещаться по стенам; Эспио может становиться невидимым; Чарми умеет активировать цветы-телепортаторы и так далее.
Уровни в Sonic Heroes делятся на три акта, причём третья — это битва с боссом. Всего семь зон: морское побережье («Seaside Hill», «Ocean Palace»), футуристический город («Grand Metropolis», «Power Plant»), казино («Casino Park», «Bingo Highway»), каньон («Rail Canyon», «Bullet Station»), тропический лес («Frog Forest», «Lost Jungle»), замок с привидениями («Hang Castle», «Mystic Mansion») и армада воздушных боевых кораблей доктора Эггмана («Egg Fleet» и «Final Fortress»). От игрока требуется пройти уровень от начала до конца, попутно уничтожая роботов и собирая кольца, причём последние служат защитой от врагов, а при сборе 100 штук даётся дополнительная жизнь. Если персонажу будет нанесён урон, то он потеряет все кольца, а без них при повторном нападении он может погибнуть, и игра начнётся заново с последней контрольной точки. По пути можно собирать бонусы, находящиеся в специальных коробках и шарах или дающиеся после уничтожения некоторых противников. Это могут быть дополнительные кольца, повышение «уровня» какого-нибудь персонажа, увеличение скорости на определённое время или неуязвимость. Здесь также может появиться защита от врагов, пропадающая после одного нанесения урона персонажу, или сразу автоматически заполняется полоса «Team Blast», благодаря которой можно уничтожить всех находящихся поблизости врагов.
Сложность прохождения игры зависит от выбора команды: прохождение за команду Роуз является самым лёгким из всех; сложность игры за команду Соника заявлена как средняя; у команды Тьмы часто попадаются трудные враги. Лишь от группы Хаотикс требуется выполнить определённую миссию, например, найти чао или 10 раков-отшельников. После прохождения каждого уровня и победы над боссом выдаётся определённый ранг (оценка). Самый худший — «E», лучший — «A». Чтобы стал доступен самый сложный режим, надо пройти все уровни (и обычные, и дополнительные) на ранге «А». Здесь игра возможна только за команду Соника.
В Sonic Heroes доступна многопользовательская игра. Используя технологию «разделённого экрана», мультиплеер поддерживает до двух игроков. На выбор представлены несколько режимов. На «Action Race» проходит гонка по трём укороченным уровням, и победителем становиться тот, чья команда дошла первой до большого кольца раньше. Эта игра доступна сразу, а вот остальные открываются после сбора каждой 20-й эмблемы. В «Battle» команды борются друг с другом, на «Special Stage» проходит гонка за Изумруд Хаоса. Собрать бо́льшее число колец за определённое время нужно в режиме «Ring Race», а на «Bobsleigh Race» проходит гонка на трёх бобслейных трассах; в «Quick Race» игроку нужно первым добраться от конца уровня к центру, а «Expert Race» является усложнённой версией режима «Action Race» и проходит на других уровнях.

### Особый уровень
Sonic Heroes стала первой трёхмерной игрой серии Sonic the Hedgehog, где появились особые уровни — «Special Stages». Они предназначены для сбора семи Изумрудов Хаоса, но здесь можно получить и дополнительные жизни. Чтобы попасть туда, нужно найти на обычном акте ключ, помещённый в клетку. После обнаружения нужно донести его до конца уровня. Он может исчезнуть, если персонаж будет атакован противником, потеряет кольца или упадёт в пропасть. Задачу облегчает то, что на уровне находятся несколько ключей. После прохождения уровня с ним игрок попадёт на специальный этап. В нём команде предстоит перемещаться внутри длинной трубы, собирая при этом разноцветные сферы, которые пополняют полоску ускорения бега, и уворачиваясь от шаров-бомб с шипами. В конце, в зависимости от количества набранных очков, даётся от одной до пяти дополнительных жизней.
Чтобы получить Изумруд Хаоса, надо попасть на «Special Stage» во втором акте. Тогда становится доступен «Emerald Challenge», а команды будут догонять драгоценный камень. Таким образом, на каждом из семи актов, любая из групп, должна взять по одному Изумруду, при этом сложность прохождения с каждым уровнем увеличивается. Сбор всех семи камней и прохождение историй всех четырёх команд разблокирует концовку игры.

## Сюжет
Повествование истории игры проходит аналогично предыдущим играм серии: Sonic Adventure и Sonic Adventure 2. Каждая из четырёх команд имеет свою собственную сюжетную линию, которые пересекаются между собой. Игрок волен проходить их в любом порядке, и после их окончания и сбора семи Изумрудов Хаоса открывается пятая, последняя история. В ней показано продолжение событий игры, где истории команд объединены между собой.
Лисёнок Тейлз, получивший телеграмму от доктора Эггмана, вместе с ехидной Наклзом спешит к ежу Сонику. Выяснив, что злодей через три дня собирается захватить мир, друзья решают остановить его. В это время Руж решается найти сокровище на базе Эггмана, но вместо этого находит ежа Шэдоу, считавшегося мёртвым после событий Sonic Adventure 2. При выводе его из анабиоза летучая мышь подвергается нападению робота E-123 Омеги. После короткого боя она выясняет, что у ежа амнезия, а Омега намерен отомстить Эггману за то, что тот забыл про него. Руж решает, что они должны объединиться, чтобы найти доктора.
Ежиха Эми видит в газете фотографию Соника, держащего чао Чоколу и лягушонка Фрогги, питомцев крольчихи Крим и кота Бига соответственно. Вместе с ними она отправляется на поиски питомцев. В детективное агентство Хаотикс, где работают хамелеон Эспио, крокодил Вектор и пчела Чарми, приходит посылка с рацией внутри. По ней неизвестный голос, обещая хорошее вознаграждение, предлагает им выполнить его миссии. Несмотря на предчувствия Эспио, команда отправляется в путь.
После прохождения игроком всех историй открывается концовка. После битвы с Эггманом команда Роуз находит Чоколу и Фрогги, а Руж слышит от Омеги слова, в которых упоминается о местонахождении «настоящего» Шэдоу. Группа Хаотикс видит доктора, который был пленён Метал Соником. На самом деле боссом на летающем корабле был не сам Эггман, а его двойник. Метал Соник смог освоить все навыки команды Соника и Шэдоу, а также, благодаря Чоколе и Фрогги, смог получить способности Хаоса и трансформироваться в свою высшую форму — Металлический Деспот (англ. Metal Overlord). Используя силу Изумрудов Хаоса, Соник, Тейлз и Наклз обретают супер-форму, чтобы победить злодея. В итоге металлический ёж проигрывает битву и после боя появляется в своём обычном облике.

## Разработка и выход игры
| Системные требования    | Системные требования                                 | Системные требования                                 |
| ----------------------- | ---------------------------------------------------- | ---------------------------------------------------- |
|                         | Минимальные                                          | Рекомендуемые                                        |
| Windows                 |                                                      |                                                      |
| ОС                      | Windows 98 SE/ME/2000/XP                             | Windows 98 SE/ME/2000/XP                             |
| ЦПУ                     | Pentium III (866 МГц)                                | Pentium 4 1,4 ГГц                                    |
| Объём ОЗУ               | 128 МБ                                               | 256 МБ                                               |
| Место на диске          | 0,8 ГБ                                               | 1,5 ГБ                                               |
| Информационный носитель | CD                                                   | CD                                                   |
| Видеокарта              | Direct3D или её эквивалент                           | Direct3D или её эквивалент                           |
| Дисплей                 | разрешение 640 × 480, глубина цвета 16 бит или лучше | разрешение 640 × 480, глубина цвета 16 бит или лучше |
| Звуковая плата          | аудиокарта, совместимая с DirectSound                | аудиокарта, совместимая с DirectSound                |

Новым проектом, приуроченным к двенадцатилетию выхода первой игры Sonic the Hedgehog, команда из американского отделения Sonic Team занялась после выхода Sonic Adventure 2. Руководитель Такаси Иидзука не хотел видеть Sonic Heroes в качестве продолжения серии Sonic Adventure. Он волновался, что её купят только поклонники серии, и решено было создать игру, к которой могли приспособиться и пользователи других консолей, не знакомые с серией. Продюсер игры Юдзи Нака заявил, что история дилогии Sonic Adventure завершена, и новый проект никак не связан с прошлыми играми, но будут присутствовать сюжетные отсылки к ним. Сценарий был написан сотрудником Sega Сиро Маэкавой, который ранее принимал участие в сюжетных постановках для Sonic Adventure 2.
Дизайнеры хотели разнообразить игровой процесс добавлением в уровни бонусов и управлением тремя персонажами. Было также принято решение вернуть старых персонажей, появившиеся в серии всего один или два раза, например, команду Хаотикс из Knuckles’ Chaotix или кота Бига из Sonic Adventure. Старый дизайн Хаотиксов не вписывался в тогдашний стиль трёхмерных Сониковских игр, и художники их изменили. Крольчиха Крим и робот E-123 Омега были специально созданы для Sonic Heroes, однако дебют первой состоялся в Sonic Advance 2. Помимо вышеперечисленных персонажей, команда отвела значимую роль в сюжете Метал Сонику, который здесь играет роль босса. Специально для этой игры арт-директор Sonic Team Кадзуюки Хосино создал новый дизайн металлической копии синего ежа.
В отличие от двух предыдущих основных игр серии, Sonic Adventure и Sonic Adventure 2, в Sonic Heroes был использован движок RenderWare, поэтому игра могла легко быть портирована на GameCube, PlayStation 2, Xbox, и Windows. Продюсер серии Юдзи Нака хотел с помощью мультиплатформы увеличить число поклонников игр про Соника. Несмотря на возможности переноса некоторых текстур и моделей персонажей из игр Sonic Adventure, большая часть работ была начата заново. Поскольку это была первая игра, разрабатываемая для нескольких платформ, при работе с Xbox и PlayStation 2 у команды возникли дополнительные проблемы, так как у них было очень мало опыта работы с данными приставками.
Юдзи Нака и Такаси Иидзука назвали 2003 год «Годом Соника» (англ. The Year of Sonic). Именно тогда состоялась премьера анимационного сериала Sonic X, впервые за 10 лет появились фигурки персонажей серии в сети ресторанов McDonald’s, и выходом игр Sonic Pinball Party и Sonic Battle для Game Boy Advance, и Sonic Adventure DX: Director’s Cut для Nintendo GameCube и ПК. Демонстрационная версия Sonic Heroes поставлялась с гоночной аркадой Mario Kart: Double Dash‼. Релиз игры в 2003 году состоялся только в Японии, в других странах она появилась в начале 2004 года из-за непредвиденных задержек с поставками.

## Музыка
Над музыкой к игре работали композиторы из лейбла Wave Master: Наофуми Хатая, Кэйити Сугияма, Ютака Минобэ, Фумиэ Куматани, Томоя Отани и Хидэаки Кобаяси. Дзюн Сэноуэ и Джонни Джиоэли из группы Crush 40, ранее работавшие над Sonic Adventure и Sonic Adventure 2, также приняли участие. Они исполнили главную тему игры — «Sonic Heroes», а также песню «What I'm Made Of...», играющую во время битвы с финальным боссом. Кроме этих двух песен, в игре присутствует ещё четыре вокальных композиции, являющиеся музыкальными темами команд. Песня «We Can» — тема команды Соника — была исполнена Тедом Поли и Тони Харнеллом, также как и Crush 40. Музыкальной темой команды Дарк является песня «This Machine» группы Julien-K, Кей Хэнли исполнила тему команды Роуз «Follow Me», а Гуннар Нельсон — одноимённую песню команды Хаотикс. Звукорежиссёр Дзюн Сэноуэ решил создать такую музыку, которая идеально подходила для уровней и чтобы через неё как можно лучше передавались эмоции, которые чувствуют персонажи в тот или иной момент. По его словам, эту функцию выполнит система Dolby Pro Logic II, которую он назвал «шикарной». А сам саундтрек посчитал неким «взрывом», революцией в игре в жанре экшен.
Всего вышло четыре саундтрека к игре. Первый музыкальный альбом под названием Triple Threat Sonic Heroes Vocal Trax (яп. ソニックヒーローズ トリプル・スレット ヴォーカル・トラックス Соникку Хи:ро:дзу Торипуру Сурэтто Вока:ру Тораккусу) вышел 4 февраля 2004 года. В него вошли все шесть вокальных композиций звучащих в игре, а в качестве бонуса присутствуют ещё шесть песен из игры Sonic Adventure. Второй альбом Complete Trinity: Sonic Heroes — Original Soundtrax (яп. ソニックヒーローズ コンプリート・トリニティ オリジナル・サウンドトラック Соникку Хи:ро:дзу Компури:то Торинити Оридзинару Саундоторакку) вышел на двух дисках, и был издан 3 марта 2004 года. Хотя здесь есть музыка из уровней, но в саундтреке отсутствуют музыкальные темы команд. Лейбл Geneon Entertainment издавал в США третий альбом Sonic Heroes Official Soundtrack, релиз которого состоялся 9 ноября 2004 года. В него вошли 30 композиций, являющиеся как музыкальными темами команд, так и музыкой из уровней. В 2011 году он был переиздан под названием Sonic Heroes Original Soundtrack 20th Anniversary Edition. Помимо саундтреков к игре, композиции «Sonic Heroes» и «What I'm Made Of...» вошли в альбом True Blue: The Best of Sonic the Hedgehog (2008), а «This Machine» — во вторую его часть, под названием True Colors: The Best of Sonic the Hedgehog Part 2 (2009). Мелодия уровня «Seaside Hill» была включена в History of the 1ST Stage Original Soundtrack Blue Edition, распространяемый в 2011 году в Японии для предзаказавших Nintendo 3DS-версию игры Sonic Generations, а треки «Sonic Heroes», «Rail Canyon» и «We Can» присутствовали в альбоме 2016 года Sonic the Hedgehog 25th Anniversary Selection.
| №                   | Название                         | Текст песни                                  | Музыка                       | Исполнитель                   | Длительность |
| ------------------- | -------------------------------- | -------------------------------------------- | ---------------------------- | ----------------------------- | ------------ |
| 1.                  | «Sonic Heroes»                   | Джонни Джиоэли                               | Дзюн Сэноуэ                  | Crush 40                      | 3:29         |
| 2.                  | «We Can»                         | Тед Поли                                     | Дзюн Сэноуэ                  | Тед Поли и Тони Харнелл       | 3:19         |
| 3.                  | «This Machine»                   | Райан Шак                                    | Дзюн Сэноуэ и Амир Дерак     | Julien-K                      | 4:23         |
| 4.                  | «Follow Me»                      |                                              | Дзюн Сэноуэ                  | Кей Хэнли                     | 3:34         |
| 5.                  | «Team Chaotix»                   | Гуннар Нельсон                               | Дзюн Сэноуэ и Гуннар Нельсон | Гуннар Нельсон из The Nelsons | 3:41         |
| 6.                  | «What I'm Made Of...»            | Джонни Джиоэли                               | Дзюн Сэноуэ                  | Crush 40                      | 3:44         |
| 7.                  | «My Sweet Passion»               | Фумиэ Куматани, Такахиро Фукуда              | Фумиэ Куматани               | Никки Грегорофф               | 5:08         |
| 8.                  | «Lazy Days ~Livin' in Paradise~» | Фумиэ Куматани, Дзюн Сэноуэ, Такахиро Фукуда | Дзюн Сэноуэ                  | Тед Поли                      | 4:03         |
| 9.                  | «Unknown from M.E.»              | Кэнъити Токои, Такахиро Фукуда               | Кэнъити Токои                | Марлон Сандерс и Dread Fox    | 4:28         |
| 10.                 | «Believe in Myself»              | Дзюн Сэноуэ, Такахиро Фукуда                 | Дзюн Сэноуэ                  | Карен Брейк                   | 3:52         |
| 11.                 | «It Doesn’t Matter»              | Дзюн Сэноуэ, Такахиро Фукуда                 | Дзюн Сэноуэ                  | Тони Харнелл                  | 4:29         |
| 12.                 | «Open Your Heart»                | Дзюн Сэноуэ, Такахиро Фукуда                 | Дзюн Сэноуэ, Кэнъити Токои   | Crush 40                      | 5:14         |
| 13.                 | «(Data track)»                   |                                              |                              |                               | 21:59        |
| Общая длительность: | Общая длительность:              | Общая длительность:                          | Общая длительность:          | Общая длительность:           | 71:23        |

| №                   | Название                             | Текст песни         | Музыка              | Исполнитель         | Длительность |
| ------------------- | ------------------------------------ | ------------------- | ------------------- | ------------------- | ------------ |
| 1.                  | «Sonic Heroes / Opening ver.»        | Джонни Джиоэли      | Дзюн Сэноуэ         | Crush 40            | 1:30         |
| 2.                  | «Stage 01: Seaside Hill»             |                     | Дзюн Сэноуэ         |                     | 2:42         |
| 3.                  | «Stage 02: Ocean Palace»             |                     | Наофуми Хатая       |                     | 3:42         |
| 4.                  | «Boss: Egg Hawk»                     |                     | Дзюн Сэноуэ         |                     | 1:12         |
| 5.                  | «System Screen: Select»              |                     | Наофуми Хатая       |                     | 3:46         |
| 6.                  | «Stage 03: Grand Metropolis»         |                     | Дзюн Сэноуэ         |                     | 3:36         |
| 7.                  | «Stage 04: Power Plant»              |                     | Дзюн Сэноуэ         |                     | 2:03         |
| 8.                  | «Special Stage: Bonus Challenge»     |                     | Наофуми Хатая       |                     | 2:33         |
| 9.                  | «Event: Strange Guys»                |                     | Хидэаки Кобаяси     |                     | 0:25         |
| 10.                 | «Boss: VS. Team Battle»              |                     | Дзюн Сэноуэ         |                     | 1:37         |
| 11.                 | «Stage 05: Casino Park»              |                     | Дзюн Сэноуэ         |                     | 2:30         |
| 12.                 | «Stage 06: Bingo Highway»            |                     | Кэйити Сугияма      |                     | 2:26         |
| 13.                 | «Battle: Casino Area»                |                     | Кэйити Сугияма      |                     | 2:42         |
| 14.                 | «Event: Monkey Business»             |                     | Дзюн Сэноуэ         |                     | 0:32         |
| 15.                 | «Event: My World»                    |                     | Дзюн Сэноуэ         |                     | 1:22         |
| 16.                 | «Boss: Robot Carnival / Robot Storm» |                     | Дзюн Сэноуэ         |                     | 2:19         |
| 17.                 | «Stage 07: Rail Canyon»              |                     | Дзюн Сэноуэ         |                     | 2:40         |
| 18.                 | «Stage 08: Bullet Station»           |                     | Дзюн Сэноуэ         |                     | 2:17         |
| 19.                 | «Jingle: Speed Up»                   |                     | Дзюн Сэноуэ         |                     | 0:15         |
| 20.                 | «Jingle: Invincible»                 |                     | Дзюн Сэноуэ         |                     | 0:55         |
| 21.                 | «Boss: Egg Albatross»                |                     | Дзюн Сэноуэ         |                     | 1:40         |
| 22.                 | «Event: Disquieting Shadow»          |                     | Дзюн Сэноуэ         |                     | 0:34         |
| 23.                 | «System Screen: Menu»                |                     | Дзюн Сэноуэ         |                     | 1:49         |
| 24.                 | «Battle: City Area»                  |                     | Тэрухико Накагава   |                     | 2:05         |
| 25.                 | «Battle: Sea Area»                   |                     | Дзюн Сэноуэ         |                     | 0:41         |
| 26.                 | «System Screen: 2P VS. Menu»         |                     | Дзюн Сэноуэ         |                     | 0:54         |
| 27.                 | «Battle: Quick Race»                 |                     | Дзюн Сэноуэ         |                     | 0:57         |
| 28.                 | «Battle: Ring Race»                  |                     | Дзюн Сэноуэ         |                     | 0:38         |
| 29.                 | «(Data track)»                       |                     |                     |                     | 21:03        |
| Общая длительность: | Общая длительность:                  | Общая длительность: | Общая длительность: | Общая длительность: | 71:19        |

| №   | Название                                                 | Текст песни    | Музыка                      | Исполнитель | Длительность |
| --- | -------------------------------------------------------- | -------------- | --------------------------- | ----------- | ------------ |
| 1.  | «Sonic Heroes / Title ver.»                              | Джонни Джиоэли | Дзюн Сэноуэ                 | Crush 40    | 0:23         |
| 2.  | «Stage 00: Sea Gate»                                     |                | Дзюн Сэноуэ                 |             | 3:25         |
| 3.  | «Stage 09: Frog Forest»                                  |                | Дзюн Сэноуэ                 |             | 2:31         |
| 4.  | «Stage 10: Lost Jungle»                                  |                | Ютака Минобэ                |             | 5:07         |
| 5.  | «Event: Excuse Me?»                                      |                | Марико Намба                |             | 0:29         |
| 6.  | «Event: Unexpected Encounter»                            |                | Марико Намба                |             | 0:44         |
| 7.  | «Special Stage: Emerald Challenge»                       |                | Дзюн Сэноуэ, Фумиэ Куматани |             | 2:15         |
| 8.  | «Event: No Past to Remember»                             |                | Дзюн Сэноуэ                 |             | 1:00         |
| 9.  | «Stage 11: Hang Castle»                                  |                | Томоя Отани                 |             | 4:42         |
| 10. | «Stage 12: Mystic Mansion»                               |                | Дзюн Сэноуэ, Наофуми Хатая  |             | 2:43         |
| 11. | «Event: My Ambition»                                     |                | Дзюн Сэноуэ                 |             | 1:17         |
| 12. | «Stage 13: Egg Fleet»                                    |                | Дзюн Сэноуэ                 |             | 2:32         |
| 13. | «Stage 14: Final Fortress»                               |                | Дзюн Сэноуэ                 |             | 2:23         |
| 14. | «Boss: Egg Emperor»                                      |                | Дзюн Сэноуэ                 |             | 1:28         |
| 15. | «Event: Metal Sonic… The Ultimate Overlord»              |                | Ютака Минобэ                |             | 1:25         |
| 16. | «Event: All Heroes Gather»                               |                | Тэрухико Накагава           |             | 1:07         |
| 17. | «Last Boss ver. 1: Metal Madness»                        |                | Хидэаки Кобаяси             |             | 3:20         |
| 18. | «What I'm Made Of... / Last Boss ver. 2: Metal Overlord» | Джонни Джиоэли |                             | Crush 40    | 3:44         |
| 19. | «Event: Finale… Adventure Must Go On»                    |                | Дзюн Сэноуэ                 |             | 1:17         |

| №                   | Название                                           | Музыка                      | Длительность |
| ------------------- | -------------------------------------------------- | --------------------------- | ------------ |
| 20.                 | «Special Stage: Emerald Challenge / Extended ver.» | Дзюн Сэноуэ, Фумиэ Куматани | 3:40         |
| 21.                 | «Casino Park / Original ver.»                      | Дзюн Сэноуэ                 | 2:08         |
| 22.                 | «Bingo Highway / Remix ver.»                       | Кэйити Сугияма              | 5:10         |
| 23.                 | «(Data track)»                                     |                             | 18:38        |
| Общая длительность: | Общая длительность:                                | Общая длительность:         | 71:28        |

| №                   | Название                                                      | Исполнитель             | Длительность |
| ------------------- | ------------------------------------------------------------- | ----------------------- | ------------ |
| 1.                  | «Sonic Heroes: Main Theme»                                    | Crush 40                | 3:29         |
| 2.                  | «We Can» (Тема команды Соника)                                | Тед Поли и Тони Харнелл | 3:18         |
| 3.                  | «Stage 01: Seaside Hill»                                      |                         | 1:36         |
| 4.                  | «Stage 02: Ocean Palace»                                      |                         | 2:01         |
| 5.                  | «Follow Me» (Тема команды Роуз)                               | Кей Хэнли               | 3:35         |
| 6.                  | «System Screen: Select»                                       |                         | 1:38         |
| 7.                  | «Stage 03: Grand Metropolis»                                  |                         | 2:28         |
| 8.                  | «Stage 04: Power Plant»                                       |                         | 1:04         |
| 9.                  | «Special Stage: Bonus Challenge»                              |                         | 2:13         |
| 10.                 | «Stage 05: Casino Park»                                       |                         | 2:29         |
| 11.                 | «Stage 06: Bingo Highway»                                     |                         | 2:25         |
| 12.                 | «Battle: Casino Area»                                         |                         | 2:41         |
| 13.                 | «This Machine» (Тема команды Дарк)                            | Julien-K                | 4:23         |
| 14.                 | «Boss: Robot Carnival / Robot Storm»                          |                         | 2:18         |
| 15.                 | «Stage 07: Rail Canyon»                                       |                         | 2:39         |
| 16.                 | «Stage 08: Bullet Station»                                    |                         | 2:16         |
| 17.                 | «Team Chaotix» (Тема команды Хаотикс)                         | Гуннар Нельсон          | 3:42         |
| 18.                 | «Boss: Egg Albatross»                                         |                         | 1:39         |
| 19.                 | «Event: Disquieting Shadow»                                   |                         | 0:31         |
| 20.                 | «Stage 09: Frog Forest»                                       |                         | 1:55         |
| 21.                 | «Stage 10: Lost Jungle»                                       |                         | 4:41         |
| 22.                 | «Special Stage: Emerald Challenge»                            |                         | 2:14         |
| 23.                 | «Stage 11: Hang Castle»                                       |                         | 4:42         |
| 24.                 | «Stage 12: Mystic Mansion»                                    |                         | 2:42         |
| 25.                 | «Stage 13: Egg Fleet»                                         |                         | 2:31         |
| 26.                 | «Stage 14: Final Fortress»                                    |                         | 2:24         |
| 27.                 | «Event: Metal Sonic… the Ultimate Overlord»                   |                         | 1:24         |
| 28.                 | «Last Boss: Metal Madness» (Version 1)                        |                         | 3:19         |
| 29.                 | «What I'm Made Of...: Last Boss / Metal Overlord» (Version 2) | Crush 40                | 3:43         |
| 30.                 | «Event: Finale… Adventure Must Go On»                         |                         | 1:13         |
| Общая длительность: | Общая длительность:                                           | Общая длительность:     | 77:29        |

| №                   | Название                                                      | Текст песни         | Музыка                      | Исполнитель            | Длительность |
| ------------------- | ------------------------------------------------------------- | ------------------- | --------------------------- | ---------------------- | ------------ |
| 1.                  | «Sonic Heroes: Main Theme»                                    | Джонни Джиоэли      | Дзюн Сэноуэ                 | Crush 40               | 3:30         |
| 2.                  | «We Can» (Тема команды Соника)                                | Тед Поли            | Дзюн Сэноуэ                 | Тед Поли, Тони Харнелл |              |
| 3.                  | «Stage 01: Seaside Hill»                                      |                     | Дзюн Сэноуэ                 |                        | 1:36         |
| 4.                  | «Stage 02: Ocean Palace»                                      |                     | Наофуми Хатая               |                        | 2:02         |
| 5.                  | «Follow Me» (Тема команды Роуз)                               | Матильда О’Рурк     | Дзюн Сэноуэ                 | Кей Хэнли              | 3:35         |
| 6.                  | «System Screen: Select»                                       |                     | Наофуми Хатая               |                        | 1:39         |
| 7.                  | «Stage 03: Grand Metropolis»                                  |                     | Дзюн Сэноуэ                 |                        | 2:29         |
| 8.                  | «Stage 04: Power Plant»                                       |                     | Дзюн Сэноуэ                 |                        | 1:04         |
| 9.                  | «Special Stage: Bonus Challenge»                              |                     | Наофуми Хатая               |                        | 2:14         |
| 10.                 | «Stage 05: Casino Park»                                       |                     | Дзюн Сэноуэ                 |                        | 2:30         |
| 11.                 | «Stage 06: Bingo Highway»                                     |                     | Кэйити Сугияма              |                        | 2:26         |
| 12.                 | «Battle: Casino Area»                                         |                     | Кэйити Сугияма              |                        | 2:42         |
| 13.                 | «This Machine» (Тема команды Дарк)                            | Райан Шак           | Дзюн Сэноуэ, Амир Дерак     | Julien-K               | 4:23         |
| 14.                 | «Boss: Robot Carnival / Robot Storm»                          |                     | Дзюн Сэноуэ                 |                        | 2:19         |
| 15.                 | «Stage 07: Rail Canyon»                                       |                     | Дзюн Сэноуэ                 |                        | 2:40         |
| 16.                 | «Stage 08: Bullet Station»                                    |                     | Дзюн Сэноуэ                 |                        | 2:16         |
| 17.                 | «Team Chaotix» (Тема команды Хаотикс)                         | Гуннар Нельсон      | Дзюн Сэноуэ, Гуннар Нельсон | Гуннар Нельсон         | 3:42         |
| 18.                 | «Boss: Egg Albatross»                                         |                     | Дзюн Сэноуэ                 |                        | 1:40         |
| 19.                 | «Event: Disquieting Shadow»                                   |                     | Дзюн Сэноуэ                 |                        | 0:32         |
| 20.                 | «Stage 09: Frog Forest»                                       |                     | Дзюн Сэноуэ                 |                        | 1:56         |
| 21.                 | «Stage 10: Lost Jungle»                                       |                     | Ютака Минобэ                |                        | 4:41         |
| 22.                 | «Special Stage: Emerald Challenge»                            |                     | Дзюн Сэноуэ, Фумиэ Куматани |                        | 2:14         |
| 23.                 | «Stage 11: Hang Castle»                                       |                     | Томоя Отани                 |                        | 4:42         |
| 24.                 | «Stage 12: Mystic Mansion»                                    |                     | Наофуми Хатая, Дзюн Сэноуэ  |                        | 2:42         |
| 25.                 | «Stage 13: Egg Fleet»                                         |                     | Дзюн Сэноуэ                 |                        | 2:31         |
| 26.                 | «Stage 14: Final Fortress»                                    |                     | Дзюн Сэноуэ                 |                        | 2:24         |
| 27.                 | «Event: Metal Sonic… the Ultimate Overlord»                   |                     | Ютака Минобэ                |                        | 1:25         |
| 28.                 | «Last Boss: Metal Madness» (Version 1)                        |                     | Тэрухико Накагава           |                        | 3:20         |
| 29.                 | «What I'm Made Of...: Last Boss / Metal Overlord» (Version 2) | Джонни Джиоэли      | Дзюн Сэноуэ                 | Crush 40               | 3:44         |
| 30.                 | «Event: Finale… Adventure Must Go On»                         |                     | Дзюн Сэноуэ                 |                        | 1:13         |
| Общая длительность: | Общая длительность:                                           | Общая длительность: | Общая длительность:         | Общая длительность:    | 74:25        |

## Озвучивание
Sonic Heroes — одна из последних игр, в которой персонажей на английский язык озвучивали актёры из Sonic Adventure, а также первая и единственная игра, в которой можно услышать голос Метал Соника. Как в японской, так и в английской версии, его озвучивал тот же актёр, что и главного героя.
Версии игры для PlayStation 2 и Xbox имеют обе версии озвучивания, вместе с субтитрами. Она присутствует в Японии и странах Северной Америки. В европейской версии эта функция удалена, и озвучивание установлено в соответствии с регионом. Похожие ограничения действуют для GameCube и PC из-за небольших размеров их носителей.
| Персонаж              | Японский актёр озвучивания | Английский актёр озвучивания |
| --------------------- | -------------------------- | ---------------------------- |
| Ёж Соник, Метал Соник | Дзюнъити Канэмару          | Райан Драммонд               |
| Майлз «Тейлз» Прауэр  | Рё Хирохаси                | Уильям Коркери               |
| Ехидна Наклз          | Нобутоси Канна             | Скотт Драйер                 |
| Ёж Шэдоу              | Кодзи Юса                  | Дэвид Хамфри                 |
| Летучая мышь Руж      | Руми Отиай                 | Лани Минелла                 |
| E-123 Омега           | Тайтэн Кусуноки            | Джон Сент-Джон               |
| Эми Роуз              | Таэко Кавата               | Дженифер Дуиллард            |
| Крольчиха Крим        | Саяка Аоки                 | Сара Вульфек                 |
| Кот Биг               | Такаси Нагасако            | Джон Сент-Джон               |
| Хамелеон Эспио        | Юки Масуда                 | Билл Коркери                 |
| Пчела Чарми           | Ёко Тэпподзука             | Эмили Коркери                |
| Крокодил Вектор       | Кэнта Миякэ                | Марк Бьяджи                  |
| Доктор Эггман         | Тикао Оцука                | Дим Бристоу                  |
| Омочао                | Эцуко Кодзакура            | Лани Минелла                 |

## Оценки и мнения
| Сводный рейтинг       | Сводный рейтинг | Сводный рейтинг | Сводный рейтинг | Сводный рейтинг |
| Издание               | Оценка          | Оценка          | Оценка          | Оценка          |
| Издание               | GC              | PC              | PS2             | Xbox            |
| --------------------- | --------------- | --------------- | --------------- | --------------- |
| GameRankings          | 74,27 %         | 60 %            | 70,58 %         | 75,21 %         |
| Game Ratio            | 70 %            | 65 %            | 67 %            | 73 %            |
| Metacritic            | 72/100          | 66/100          | 64/100          | 73/100          |
| MobyRank              | 71/100          | 68/100          | 70/100          | 70/100          |
| Иноязычные издания    |                 |                 |                 |                 |
| Издание               | Оценка          | Оценка          | Оценка          | Оценка          |
| Издание               | GC              | PC              | PS2             | Xbox            |
| 1UP.com               | C+              | N/A             | B-              | C               |
| AllGame               | [ 65 ]          | [ 8 ]           | [ 66 ]          | [ 67 ]          |
| CVG                   | N/A             | N/A             | 6/10            | N/A             |
| Edge                  | N/A             | N/A             | N/A             | 5/10            |
| EGM                   | 6,67/10         | N/A             | 6,67/10         | 6,67/10         |
| Eurogamer             | 6/10            | N/A             | 6/10            | 6/10            |
| G4                    | 3/5             | N/A             | N/A             | N/A             |
| Game Informer         | 7,75/10         | N/A             | 7,75/10         | N/A             |
| GamePro               | [ 72 ]          | N/A             | N/A             | [ 73 ]          |
| GameRevolution        | B               | N/A             | N/A             | N/A             |
| GameSpot              | 7,5/10          | N/A             | 6,2/10          | 7/10            |
| GameSpy               | [ 77 ]          | N/A             | [ 78 ]          | [ 79 ]          |
| GameZone              | 8/10            | 7/10            | 7,3/10          | 7,4/10          |
| IGN                   | 8/10            | 7/10            | 6,9/10          | 7,2/10          |
| Nintendo Power        | 4,2/5           | N/A             | N/A             | N/A             |
| Nintendo World Report | 6,5/10          | N/A             | N/A             | N/A             |
| OPM                   | N/A             | N/A             | 2/5             | N/A             |
| OXM                   | N/A             | N/A             | N/A             | 7,9/10          |
| PC Gamer (UK)         | N/A             | 20/100          | N/A             | N/A             |
| TeamXbox              | N/A             | N/A             | N/A             | 7,6/10          |
| XboxAddict            | N/A             | N/A             | N/A             | 78 %            |
| Русскоязычные издания |                 |                 |                 |                 |
| Издание               | Оценка          | Оценка          | Оценка          | Оценка          |
| Издание               | GC              | PC              | PS2             | Xbox            |
| Absolute Games        | N/A             | 60 %            | N/A             | N/A             |
| «PC Игры»             | N/A             | 5/10            | N/A             | N/A             |
| «Страна игр»          | 6,5/10          | N/A             | 6,5/10          | 6,5/10          |

Sonic Heroes получила разные отзывы, но большинство из них были положительными. На сайте Metacritic версия для PlayStation 2 была оценена на 64 балла из 100, для Xbox — на 73 балла, для GameCube — на 72 балла, и для PC — 66 баллов. Схожая статистика опубликована на GameRankings — 75,21 % для Xbox, 74,27 % на GameCube, 70,58 % для PS2, и 60 % для ПК. Для некоторых обозревателей выход проекта был назван одним гигантским скачком, служащий подъёмом для серии, но ряд скептиков считали, что с Sonic Heroes начался упадок франшизы. В 2010 году Official Nintendo Magazine провёл опрос среди поклонников Соника на тему их любимых игр серии. По итогам этого опроса Sonic Heroes заняла восьмое место. В 2012 году сайт GamesRadar поместил её на девятую позицию в списке лучших игр серии.
Критики положительно оценили игровой процесс. Хотя трёхмерная графика и была оценена как менее детальная по сравнению с другими играми франшизы, но благодаря стилистике игра смогла приблизиться к истокам. Соник после выхода Sonic Adventure и последующего за ним продолжения, где акцент делался на сюжет, потерял их уникальные качества, но зато Sonic Heroes вернулся к традициям первых игр, выходивших на Mega Drive/Genesis. По отзывам ожидалось, что проект привлечёт молодых игроков, а не опытных фанатов. В качестве примера критик из AllGame привёл первый обучающий уровень за команду Эми Роуз. Мэтт Касамассина и Эд Льюис положительно оценили решение разработчиков создать новый стиль геймплея, где игру нужно проходить тремя персонажами. Выход самой игры они назвали мелкими подвижками разработчиков выпустить идеальный проект про Соника в трёхмерной графике, но для этого, по их словам, придётся приложить максимум усилий.
Графический дизайн и окружающая среда описывались как красочные, яркие и весёлые, с согласующимся дизайном и исключительно яркими цветами палитры. Анимация персонажей выполнена на высоком уровне и выглядят они реалистично. Но было также отмечено, что для каждой команды можно было создать новые уровни, а в дополнение — разнообразить их рядом мини-игр. Звуковое оформление игры было также высоко оценено. В версиях игры для Xbox, GameCube и ПК отмечалась высокая частота кадров, хотя в многопользовательском режиме было зафиксировано её падение.
Музыкальное сопровождение было в основном положительно оценено критиками. Журналист Игорь Сонин отметил, что «шикарная закадровая музыка и звуки ежовых прыжков не дадут ошибиться даже с закрытыми глазами». Райан Дэвис из GameSpot заметил на сходство некоторые песен со старыми мелодиями, звучащие ещё со времён игр для Mega Drive/Genesis, однако эти заимствования критик не посчитал недостатком, а напротив, большим достоинством, и, по его словам, сохранилась преемственность предыдущих частей серии. Представитель сайта Game Revolution заметил, что на некоторых уровнях мелодии звучат совсем броско и не подходят под стиль уровней, но в целом работой композиторов он остался доволен. Критик из IGN, обозревая игру для GameCube, назвал «гитарные риффы», звучащие в Sonic Heroes, неподходящими для детской игры, но поставил музыке и звуковым эффектам семь баллов.
Среди недостатков игры обозреватели выделили систему управления камерой игры, которую описали как «страшную» и «отказывающуюся от управления». Это хорошо проявляется на узких участках уровней. Критике также подверглись частые падения с платформ в глубокие ямы. К «опасным» относятся такие уровни, где персонажи катаются по рельсам, или во время использования командной атаки или выполнения торнадо. Такие падения в ямы были простительны для двухмерного платформера, но никак для трёхмерного.
Ещё одним недостатком критики посчитали озвучивание персонажей. Оно было охарактеризовано как «ужасное» и названо как «крупнейшая ошибка в звуковом дизайне». Усугубили картину и глупые диалоги, и Соник был персонажем, который должен постоянно молчать, или по крайней мере вести недолгий разговор, как в мультфильме «Том и Джерри». Обозреватель из Eurogamer также посоветовал Sonic Team перенять данный опыт у Nintendo или Naughty Dog. Игорь Сонин был совершенно противоположного мнения насчёт работы актёров. «Западные игроки, — писал он, — сетуют на топорную озвучку, но мы не возмущаемся: драматические диалоги разрушили бы детскую атмосферу игры». Мэтт Касамассина и Эд Льюис посоветовали убавить громкость динамиков и наслаждаться в тишине прекрасными видеороликами.
Кроме того, версия для PlayStation 2 получила более низкий средний балл. В качестве причин были названы недостатки графики и более низкая частота кадров по сравнению с другими версиями. Критик из GameSpy назвал «позором» выход игры, которая идеальна в теории. Райан Дэвис посчитал разработку Sonic Heroes для консоли от Sony развлечением Sonic Team, сделав его «уродливым, медленным, и грубым по краям». Дополнительно он выделил ещё ряд технических недостатков: не хватает полигонов, нет высококачественных текстур, не задействована технология «Bump mapping» и сложные спецэффекты. В конце обзора обозреватель посоветовал поклонникам Соника играть в Sonic Heroes только на GameCube. Представители из IGN согласились с доводами своего коллеги и добавили, что из-за отсутствия «гладкой графики» у игроков будет болеть голова.

### Влияние
Sonic Heroes была коммерчески успешной. На октябрь 2004 года в Европе было продано более одного миллиона экземпляров игры. В итоге, Sonic Heroes получила статус «бестселлера» на трёх консолях: «Greatest Hits»/«Platinum» для PlayStation 2, «Platinum Hits»/«Classics» для Xbox, и «Player’s Choice» для GameCube. В марте 2005 года, игра была выпущена в сборнике вместе с Super Monkey Ball Deluxe на Xbox и Super Monkey Ball на GameCube, в 2009 году вошла в компиляцию Sonic PC Collection для персонального компьютера, а в 2012 году была выпущена на PlayStation Network.
Sonic Heroes впервые представила нового персонажа: робота E-123 Омегу. С тех пор он, как и группа Хаотикс, появились в последующих играх про Соника. В честь 20-летия со дня выхода первой части Sonic the Hedgehog была выпущена игра под названием Sonic Generations, включавшая в себя элементы игрового процесса и уровней из прошлых частей серии. В данной игре появились новые версии уровня «Seaside Hill», босса «Egg Emperor» и специальных этапов. Кроме того, уровни из Sonic Heroes фигурировали в таких играх как Sega Superstars, Mario & Sonic at the Olympic Winter Games, Sonic & Sega All-Stars Racing, Mario & Sonic at the London 2012 Olympic Games, Sonic & All-Stars Racing Transformed и Sonic Dash.
С 2004 года издательством Prima Games выпускались книги, где содержалось руководство и дополнительная информация по игре. А компания Archie Comics весной 2009 года выпустила третий номер комикса Sonic Universe, где содержится адаптация истории Sonic Heroes в журнальном виде.